# YouTube Shorts
YouTube Shorts es un servicio de alojamiento de videos verticales con una duración máxima de 3 minutos (180 segundos) antes 1 minuto, creada por la plataforma YouTube y integrada dentro de ésta. Fue anunciada el 28 de septiembre de 2020 en el blog de YouTube.
En el anuncio de su lanzamiento se mencionó que el primer video de la historia de YouTube era un vídeo corto, haciendo referencia a Me at the zoo, con una duración de 18 segundos. La idea original de esta implementación era ser una alternativa a la popular red social TikTok, permitiendo a los usuarios expresar sus ideas y talentos de manera vibrante y cautivadora.

## Historia
La intención de YouTube con la creación de YouTube Shorts en 2020 era competir con TikTok,una plataforma de vídeos online para subir clips cortos. La empresa empezó experimentando con vídeos verticales de hasta 30 segundos de duración en su propia sección dentro de la página de inicio de YouTube. Esta versión beta inicial se lanzó solo para una pequeña cantidad de personas. Poco después de que TikTok fuera prohibido en India el 29 de junio de 2020, la versión beta de YouTube Shorts empezó a estar disponible en India el 15 de septiembre de ese año. En marzo de 2021, se lanzó la versión beta en EE. UU. y posteriormente se lanzó a nivel mundial el 13 de julio de 2021.
En agosto de 2022, YouTube anunció planes para que la función Shorts esté disponible en su aplicación de TV inteligente. En diciembre, YouTube publicó su publicación de blog anual que documenta los mejores videos y creadores del año, y Shorts recibió su propia sección en la publicación por primera vez.
En el evento anual Made on YouTube, realizado en Nueva York el 21 de septiembre de 2023, Google anunció YouTube Create, una aplicación de edición de videos diseñada para creadores de YouTube, con el fin de facilitar el crecimiento de Shorts. En el lanzamiento, la aplicación solo estaba disponible en Android.

## Características
Además de las ya mencionadas de ser vídeos cortos de 1 minuto, Chris Jaffe especifica que está enfocado en teléfonos móviles, lo que ha causado muchas comparaciones por parte de los medios de comunicación con otras plataformas como TikTok o la función Reels de Instagram.
YouTube Shorts incluye funciones similares a las de TikTok, como videos en vivo, “colaboraciones”, herramientas de edición fáciles y listas de reproducción.También incluye herramientas que editan vídeos largos de YouTube y los convierten en YouTube Shorts.YouTube Shorts ofrece a los creadores la posibilidad de interactuar con los espectadores respondiendo a los comentarios con videos adicionales, una función que se hizo popular principalmente en TikTok. Los creadores de Shorts también pueden usar stickers para interactuar con su audiencia a través de formatos como preguntas y respuestas.El Financial Times informa que menos del 10 por ciento de los creadores utilizan las herramientas de edición de YouTube para Shorts,ya que muchos utilizan las herramientas de TikTok, aunque los videos con la marca TikTok quedan desclasificados en la plataforma de YouTube.
YouTube Shorts agregó una función que envía recordatorios predeterminados a los usuarios de entre 13 y 17 años para que se tomen un descanso o se vayan a dormir debido al aumento de usuarios jóvenes. Actualmente no hay ninguna medida que restrinja el uso de la aplicación.

## Uso
Desde su creación en 2019, el uso de YouTube Shorts ha aumentado continuamente. En septiembre de 2022, Alphabet anunció que YouTube Shorts generaba más de 30 mil millones de vistas diarias. El número de usuarios mensuales también aumentó de 1500 millones en 2022 a 2000 millones en 2023.
La popularidad de YouTube Shorts ha generado inquietud en la empresa, ya que algunos creen que "canibalizará" el contenido de video de larga duración de YouTube. La respuesta oficial de YouTube es que Shorts está diseñado para ser una opción de formato adicional para los creadores.

## Monetización
En agosto de 2021, YouTube lanzó el Fondo YouTube Shorts, un sistema en el que los principales creadores de Shorts podrían recibir un pago por su trabajo. YouTube lo describió como una forma de "monetizar y recompensar a los creadores por su contenido" y dijo que sería un fondo de 100 millones de dólares estadounidenses distribuidos a lo largo de 2021 y 2022, similar al fondo de creadores de 1000 millones de dólares de TikTok. YouTube le dijo a The Hollywood Reporter que el fondo es "solo una solución provisional hasta que la empresa desarrolle una herramienta de monetización y apoyo a largo plazo para los creadores de formatos cortos".
En septiembre de 2022, YouTube anunció que Shorts pasaría a formar parte del Programa de Socios de YouTube a partir de febrero de 2023. El programa permite a los creadores elegibles recibir una parte de los ingresos por publicidad. Los canales de YouTube asociados también pueden utilizar las funciones "miembros" y "supers" que permiten a los usuarios pagar una suscripción mensual por el contenido o una donación única respectivamente.
Los creadores de YouTube Shorts reciben un porcentaje del dinero que obtienen de los anuncios que se reproducen antes y después de sus videos, de manera similar a YouTube. Los creadores de YouTube Shorts ganan el 45 por ciento del dinero que obtienen de los anuncios, mientras que los creadores del YouTube normal ganan el 55%.
Según las políticas de YouTube, los creadores que suben contenido con algún grado de infracción de derechos de autor, contenido no original u otras violaciones de las normas de la comunidad no serán elegibles para la monetización.

## Preocupaciones sobre la salud
Investigadores de la Universidad de Finanzas y Economía de Guizhou y de la Universidad Occidental de Michigan descubrieron que los videos de formato corto como YouTube Shorts y TikTok pueden facilitar a que los adultos jóvenes y los niños desarrollen conductas adictivas ya que dicho estilo de videos brinda "breves ráfagas de emoción". Estos investigadores descubrieron que los estudiantes universitarios en Estados Unidos y China miran videos cortos para entretenerse, adquirir conocimientos y construir identidades sociales.
The Wall Street Journal informó que algunos padres están preocupados por los efectos de los videos de formato corto en sus hijos, ya que no hay forma de desactivar YouTube Shorts ni establecer límites. Cuando los niños miran ese tipo de videos, aprenden a esperar una estimulación continua y cambios rápidos, lo que puede causar problemas al realizar actividades que requieren mayor concentración, como la lectura.
Estudios recientes resaltaron la relación entre los vídeos de corta duración, como los YouTube Shorts, y el sistema de recompensa del cerebro, en concreto la liberación de dopamina. Según la doctora Anna Lembke, psiquiatra y jefa de la clínica de diagnóstico dual de adicciones de la Universidad de Stanford, los vídeos breves que llaman la atención actúan como estímulos potentes que desencadenan picos de dopamina similares a los de otras conductas adictivas.La rapidez y la facilidad de consumo de los vídeos cortos pueden provocar altos niveles de dopamina; como la dopamina actúa como motivador en lugar de como fuente directa de placer, las personas se ven obligadas a buscar actividades gratificantes y se vuelven adictas a ellas. Estas respuestas neuroquímicas conducen a patrones y conductas adictivas, entrando en un círculo vicioso. La adicción digital puede provocar una menor capacidad de atención y un procesamiento cognitivo más lento.